# Домбрувка (Свецький повіт)
Домбрувка (пол. Dąbrówka) — село в Польщі, у гміні Джицим Свецького повіту Куявсько-Поморського воєводства.
Населення — 134 особи (2011).
У 1975-1998 роках село належало до Бидгощського воєводства.

## Демографія
Демографічна структура станом на 31 березня 2011 року:
|          | Загалом | Допрацездатний вік | Працездатний вік | Постпрацездатний вік |
| -------- | ------- | ------------------ | ---------------- | -------------------- |
| Чоловіки | 70      | 8                  | 55               | 7                    |
| Жінки    | 64      | 7                  | 41               | 16                   |
| Разом    | 134     | 15                 | 96               | 23                   |